# Ô tác Hartlaub
Ô tác Hartlaub, tên khoa học Lissotis hartlaubii, là một loài chim trong họ Otididae.